# Lillian Wald
Lillian D. Wald (Cincinnati, 10 marzo 1867 – Westport, 1º settembre 1940) è stata un'infermiera e attivista statunitense.
Era conosciuta per i contributi ai diritti umani e fu la fondatrice dell'assistenza infermieristica della comunità statunitense. Fondò l'Henry Street Settlement a New York e fu una delle prime promotrici delle infermiere nelle scuole pubbliche.

## Primi anni e formazione
Wald nacque in una famiglia borghese di origine ebraica e tedesca a Cincinnati. Nel 1878 si trasferì con la sua famiglia a Rochester, New York. Nel 1889 frequentò la School of Nursing dell'ospedale di New York. Si laureò alla New York Hospital Training School for Nurses nel 1891, quindi seguì i corsi al Woman's Medical College.

## Carriera da infermiera

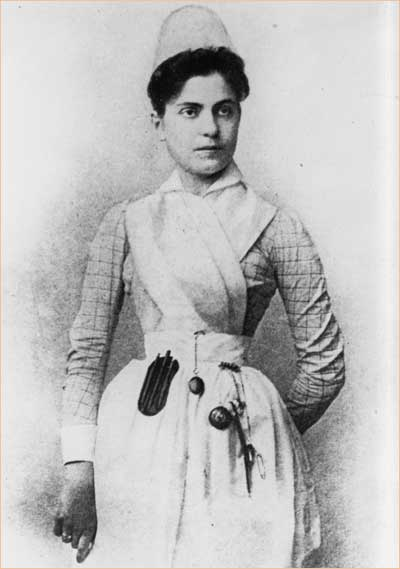
Una giovane Lillian Wald in uniforme da infermiera

Wald iniziò a lavorare in un orfanotrofio in condizioni scarse. Nel 1893 lasciò la scuola di medicina e iniziò a tenere lezioni a domicilio per le famiglie di immigrati nel Lower East Side di New York, dove poco dopo iniziò a prendersi cura dei malati come infermiera in visita. Insieme a un'altra infermiera di nome Mary Brewster si trasferì in una stanza spartana vicino ai suoi pazienti, per poter prendersi cura di loro. In quel periodo coniò il termine infermiere per la salute pubblica per descrivere gli infermieri il cui lavoro era integrato nella comunità pubblica.
Wald sostenne l'assistenza infermieristica nelle scuole pubbliche. Le sue idee fecero sì che il Board of Health di New York organizzasse il primo sistema infermieristico pubblico al mondo. Divenne la prima presidente della National Organization for Public Health Nursing e stabilì una partnership di assicurazione infermieristica con la Metropolitan Life Insurance Company. Propose un piano di assicurazione sanitaria nazionale e contribuì a fondare la Columbia University School of Nursing. Wald scrisse due libri relativi al suo lavoro sulla salute della comunità, intitolati The House on Henry Street (1911) e Windows on Henry Street (1934).
Wald fondò l'Henry Street Settlement. L'organizzazione attirò l'attenzione del famoso filantropo ebreo Jacob Schiff, che segretamente fornì a Wald i soldi per aiutare più efficacemente i poveri ebrei russi a cui forniva assistenza. Nel 1906 Wald aveva 27 infermieri nello staff e riuscì ad attrarre un più ampio sostegno finanziario da parte di diverse personalità benestanti. Nel 1913 il personale era cresciuto fino a 92 persone.

## L'Henry Street Settlement
Wald riteneva che ogni residente di New York avesse diritto a un'assistenza sanitaria equa, indipendentemente dal loro stato sociale, condizione economica, razza, genere o età. Sostenne l'accesso universale alle cure domiciliari e credeva che, indipendentemente dal fatto che una persona potesse permettersi l'assistenza domiciliare, meritasse di essere trattata con lo stesso livello di rispetto per chi avrebbero potuto permettersela.

### Benefici sociali dell'Henry Street Settlement
Concentrandosi principalmente sull'assistenza a donne e bambini, l'insediamento cambiò il panorama dell'assistenza sanitaria pubblica a New York. Questi programmi contribuirono a ridurre il tempo trascorso dai pazienti negli ospedali, rendendo al contempo l'assistenza domiciliare più accessibile ed efficiente.
Gran parte del successo iniziale dell'insediamento di Henry Street derivava dal lavoro diligente e persistente di Wald nel coltivare relazioni personali con i donatori dell'insediamento. Wald era anche una forte sostenitrice del vantaggio sociale di avere donatori che vivevano all'interno della comunità. Questi benefici includevano la disgregazione temporanea delle famiglie quando le persone erano costrette a trascorrere del tempo in ospedale, miglioravano la qualità dell'assistenza domiciliare e ridussero le spese mediche offrendo un'alternativa alle degenze ospedaliere.

### Occupazione femminile
Wald fornì un'opportunità unica per le donne, offrendo loro una carriera e la possibilità di costruire la propria ricchezza indipendentemente da mariti o famiglie.

## Diffusione e sostegno della comunità

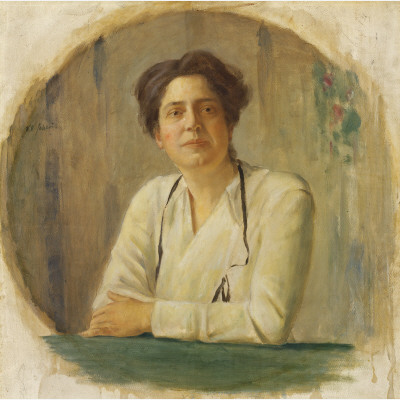
Ritratto di Lillian Wald di William Valentine Schevill, National Portrait Gallery di Washington

Wald inoltre insegnò alle donne a cucinare e cucire, fornì attività ricreative per le famiglie e sostenne il movimento operaio. Per la sua preoccupazione per le condizioni di lavoro delle donne, aiutò a fondare la Women's Trade Union League nel 1903 e in seguito servì come membro del comitato esecutivo della New York City League. Nel 1910 Wald e diversi colleghi viaggiarono per sei mesi alle Hawaii, in Giappone, in Cina e in Russia, arricchendola di esperienze riguardanti le questioni umanitarie mondiali.
Nel 1915 Wald fondò la Henry Street Neighborhood Playhouse. Fu tra i primi leader del Comitato nazionale per il lavoro minorile (NCLC). Il gruppo lottò per le leggi federali sul lavoro minorile e promose l'educazione dell'infanzia. Negli anni '20 l'organizzazione propose un emendamento alla costituzione americana che avrebbe vietato il lavoro minorile. Wald divenne un'oratrice delle iniziative di assistenza sociale del governatore di New YorkAl Smith, sostenendolo anche nella sua campagna presidenziale del 1928.
Wald inoltre, come attivista per i diritti civili, lottò affinché tutte le classi di Henry Street fossero integrate a livello razziale. Nel 1909 divenne membro fondatore della National Association for the Advancement of Colored People (NAACP).
Wald organizzò campagne per il suffragio a New York, marciò per protestare contro l'ingresso degli Stati Uniti nella prima guerra mondiale, si unì al Partito della Pace della Donna e contribuì a fondare la Women's International League for Peace and Freedom. Nel 1915 fu eletta presidente della neo-costituita American Union Against Militarism (AUAM). Rimase coinvolta nelle organizzazioni figlie dell'AUAM, la Foreign Policy Organization e l'American Civil Liberties Union, dopo l'entrata in guerra degli Stati Uniti.

## Vita privata
Wald non si sposò mai. La sua corrispondenza rivela che provasse un affetto intimo per almeno due delle sue compagne, la scrittrice domestica Mabel Hyde Kittredge e l'avvocatessa e direttrice teatrale Helen Arthur. D'altro canto, dedicò il suo tempo più al suo lavoro con Henry Street che in qualsiasi relazione intima, preferendo l'indipendenza personale.

## Ultimi anni ed eredità
Morì di emorragia cerebrale nel 1940. Fu sepolta nel cimitero di Mount Hope a Rochester.
Il New York Times la definì una delle 12 più grandi donne americane viventi nel 1922 e in seguito ricevette il Lincoln Medallion per il suo lavoro di "eccezionale cittadina di New York". Nel 1937, in una trasmissione radiofonica che celebravà il settantesimo compleanno di Wald, Sara Delano Roosevelt lesse una lettera di suo figlio, il presidente Franklin Roosevelt, lodando Wald per il suo "lavoro altruistico per promuovere la felicità e il benessere altrui".
Wald fu inserita nella Hall of Fame for Great Americans nel 1970. Nel 1993 fu introdotta nella National Women's Hall of Fame.